# نارومی میورا

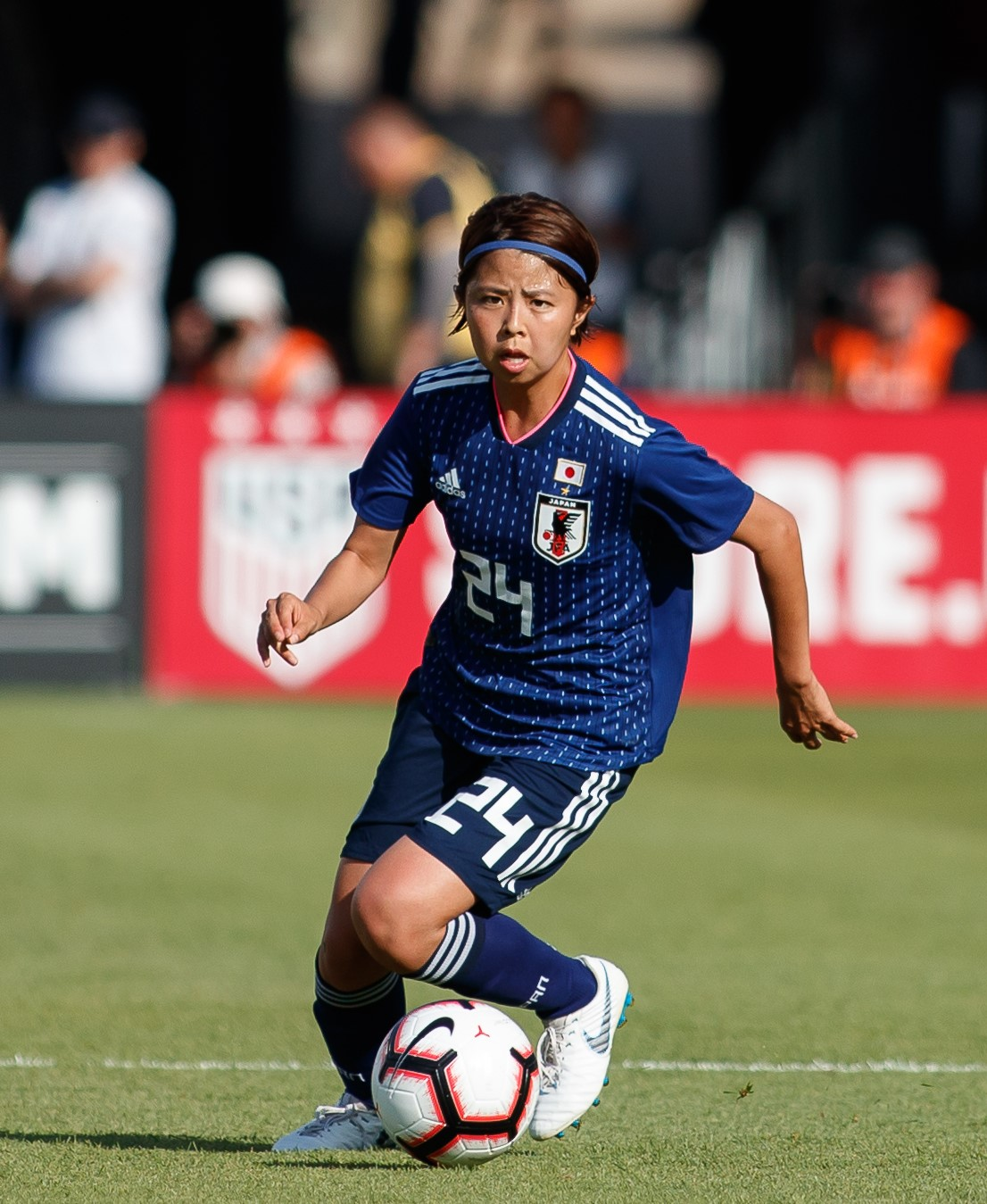
نارومی میورا در تیم ملی فوتبال زنان ژاپن

نارومی میورا (انگلیسی: Narumi Miura؛ زادهٔ ۳ ژوئیهٔ ۱۹۹۷) بازیکن فوتبال اهل ژاپن است که در تیم‌های ملی فوتبال زیر ۲۰ سال زنان ژاپن و زنان ژاپن بازی کرده‌است.